# Niewcyrka

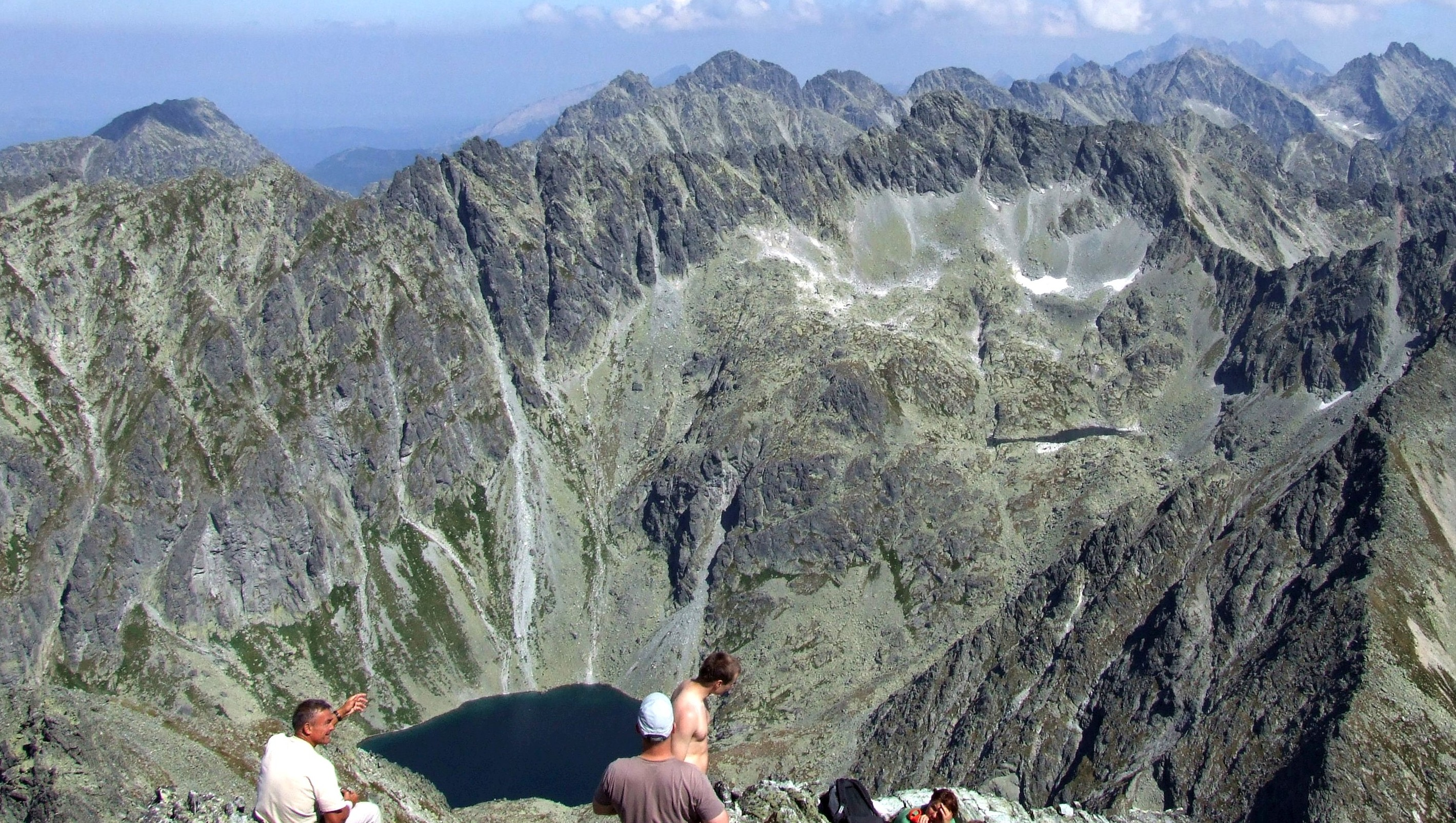
Widok na Niewcyrkę z Krywania

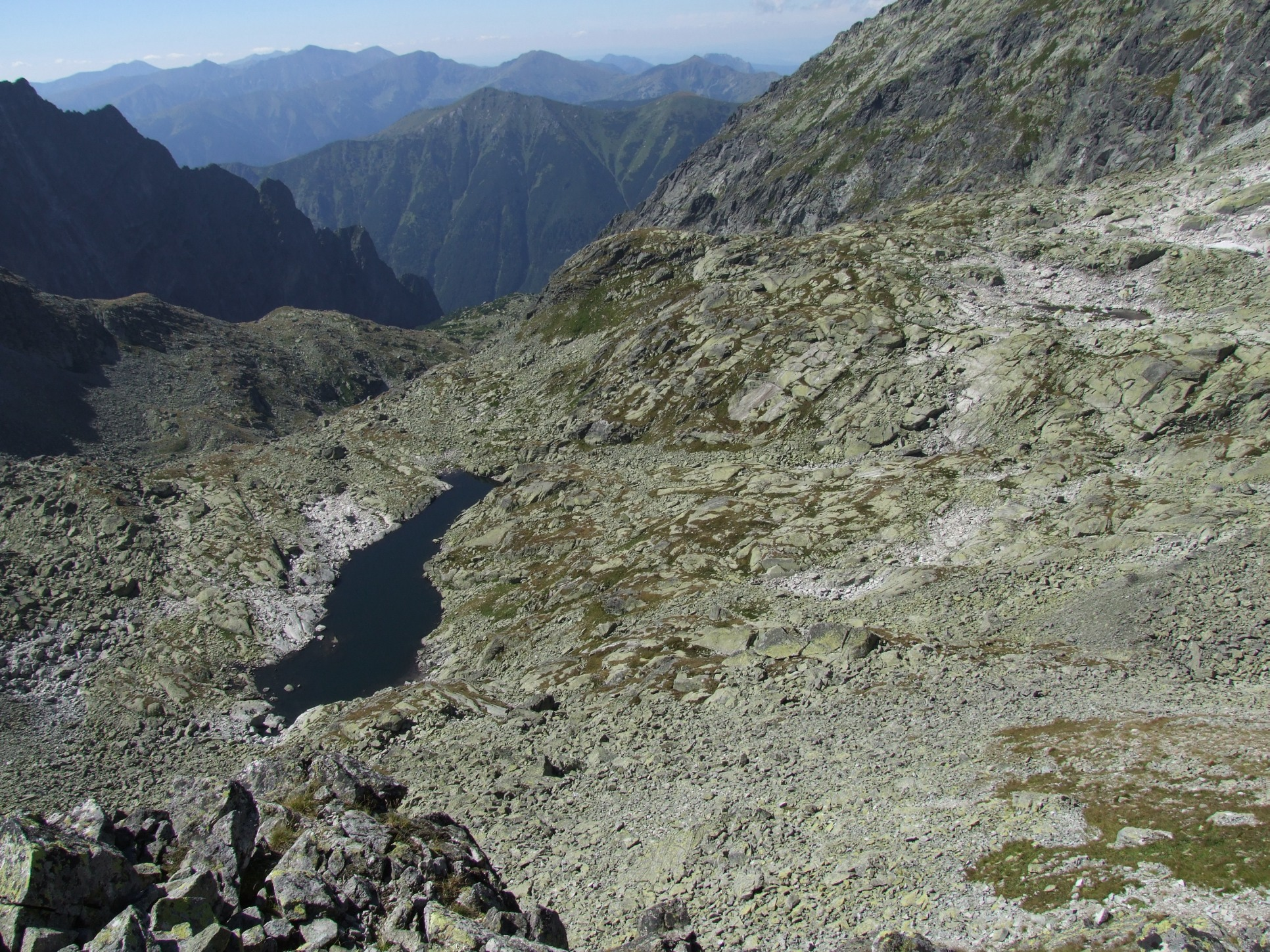
Górne piętro doliny Niewcyrki i Wyżni Teriański Staw. Widok z Furkotnej Przełęczy

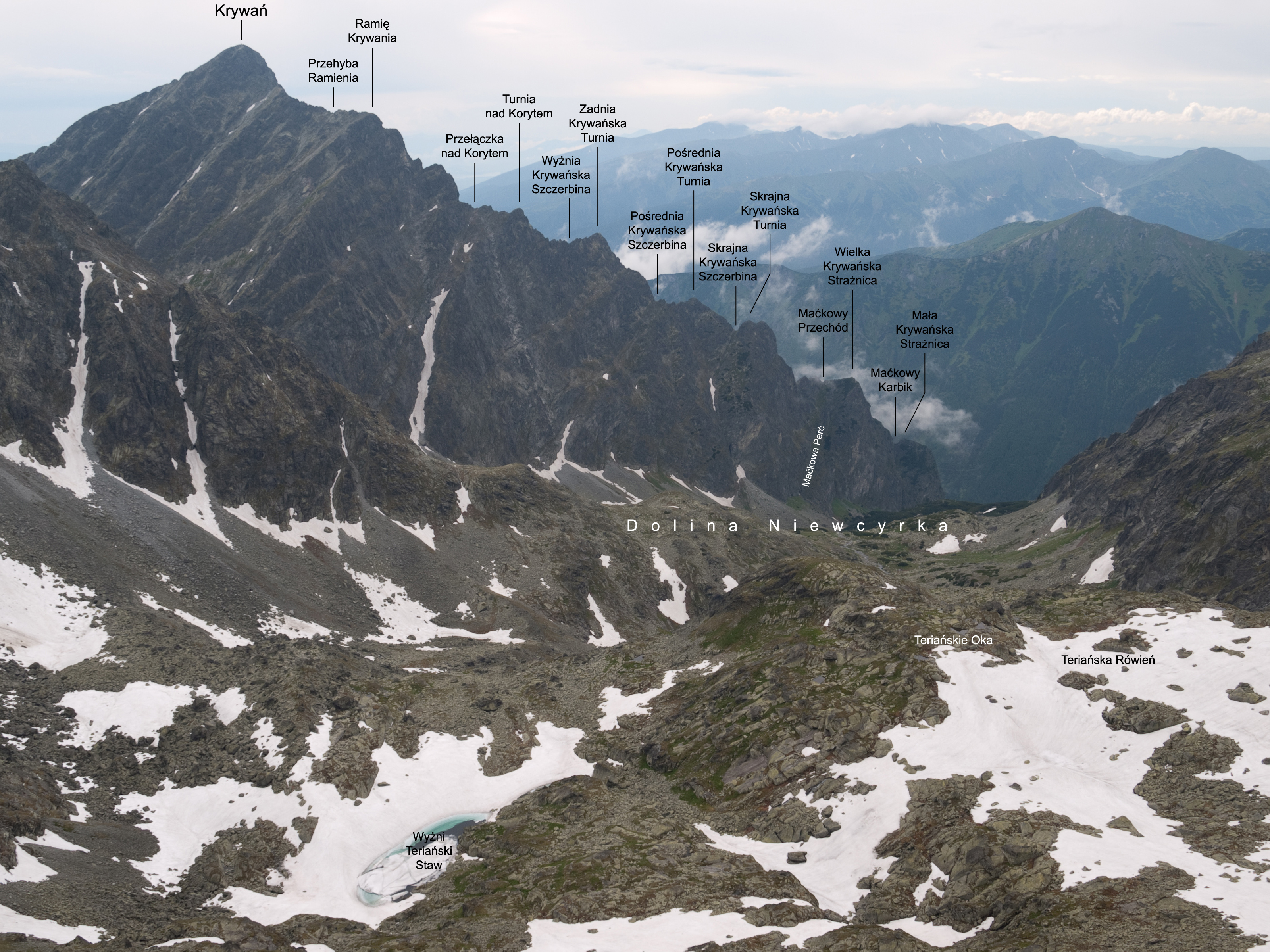
Krywańska Grań i dolina Niewcyrka

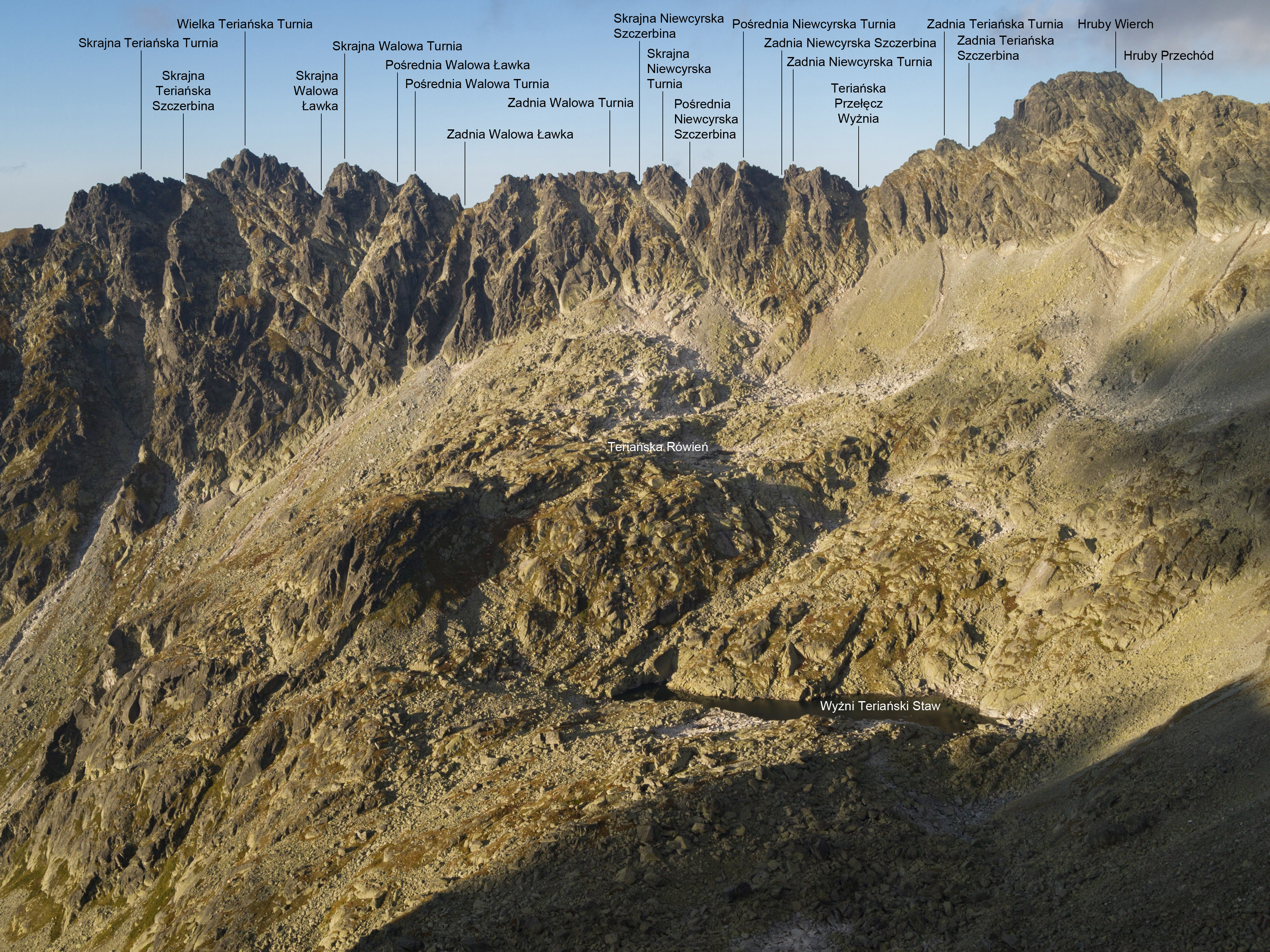
Grań Hrubego i dolina Niewcyrka

Niewcyrka (niem. Neftzertal, słow. Nefcerská dolina, węg. Nefcer-völgy) – dolina położona w Tatrach Wysokich na Słowacji. Jest orograficznie lewym odgałęzieniem Doliny Koprowej (Kôprová dolina) o długości około 3 km. Nazwa doliny prawdopodobnie pochodzi od nazwiska Neftzer. Był to żyjący w XVIII wieku zarządca dóbr królewskich.

## Otoczenie doliny
Niewcyrka graniczy:
- od zachodu i południowego zachodu: z mniejszym odgałęzieniem Doliny Koprowej, Korytem Krywańskim (Krivánska kotlina, Kotlina), wcinającym się w masyw Krywania (Kriváň) i oddzielonym stromą granią Krywańskich Turni,
- od południa: z Doliną Ważecką (Važecká dolina, Handelská dolina) – rozdziela je główna grań odnogi Krywania (Hlavná os hrebeňa Kriváňa) na odcinku od Krywania przez Krótką (Krátka, 2365 m) do Ostrej (Ostrá, 2350 m),
- od wschodu z dolinami:
  - Furkotną (Furkotská dolina) – rozdziela je krótki odcinek grani od Ostrej do Furkotu (Furkotský štít, 2405 m),
  - Młynicką (Mlynická dolina) – rozdziela je krótki odcinek grani od Furkotu do Hrubego Wierchu (Hrubý vrch, 2428 m),
- od północnego wschodu z Doliną Hlińską (Hlinská dolina) – rozdziela je Grań Hrubego (Hrubé) na odcinku od Hrubego Wierchu do Garajowej Strażnicy (Hrubá kopa, 2238 m)[4].

Jedynym bocznym odgałęzieniem Niewcyrki jest pokryta piargami zatoka, która nieco poniżej Wyżniej Garajowej Równi wcina się ku południowemu wschodowi w grań podchodząc pod przełęcz Szpara. Płynie nią Krótki Potok.

## Opis doliny
Niewcyrka jest drugim pod względem wielkości odgałęzieniem Doliny Koprowej. Stanowi ona mocno przeobrażoną przez lodowce dolinę zawieszoną. W jej ukształtowaniu wyróżnić można sześć pięter, stanowiących kotły lodowcowe i oddzielonych od siebie skalnymi progami. W kolejności od najwyżej położonego są to:
- Teriańska Rówień (ok. 2180–2230 m), podchodząca pod południowo-zachodnią ścianę Hrubego Wierchu, od kotła Niżniego Teriańskiego Stawu oddzielona niewysoką grzędą, mocno ogładzoną przez lodowce i poprzecinaną długimi bruzdami powstałymi na linii pęknięć tektonicznych; zagłębienia terenu zajmują niewielkie stawy – Teriańskie Oka,
- kocioł z Wyżnim Teriańskim Stawem (Vyšné Terianske pleso, 2112 m) i Małym Teriańskim Stawkiem (Malé Terianske pleso, 2092 m), u podnóża Ostrej i Krótkiej, ograniczony od zachodu schodzącym z Krótkiej żebrem z Krótką Strażnicą; piętro to pokryte jest w znacznej części piargami, w pobliżu Wyżniego Teriańskiego Stawu wygłady lodowcowe,
- piętro z Niżnim Teriańskim Stawem (Nižné Terianske pleso, 1943 m), stanowiące klasyczny kar lodowcowy; największy z Teriańskich Stawów zajmuje powierzchnię 4,9 ha i ma maksymalnie 44 metry głębokości, jego misa została niegdyś wyrzeźbiona przez lodowiec w miejscu skrzyżowania pęknięć tektonicznych i stref mylonitów; z jeziora wypływa główny ciek wodny doliny – Niewcyrski Potok (Nefcerský potok),
- Wyżnia Garajowa Rówień (ok. 1730–1750 m), położona poniżej wysokiego (ok. 100 m) progu, przez który wody Niewcyrskiego Potoku spadają Wyżnią Niewcyrską Siklawą (Vyšný Nefcerský vodopád); orograficznie lewą, łagodniej nachyloną częścią progu spływa Krótki Potok odwadniający boczną dolinkę pod Szparą; dno równi tworzą moczarowate rozlewiska; od strony północnej do równi sięgają potężne stożki usypiskowe ze żlebów masywu Zadniej i Pośredniej Garajowej Turni,
- Niżnia Garajowa Rówień (ok. 1540–1570 m), oddzielona od Wyżniej niezbyt stromym progiem, w którego lewą orograficznie część wcina się głęboki jar Niewcyrskiego Potoku, spływającego tu licznymi, niewysokimi kaskadami; dominantę otoczenia zarośniętej bujną kosodrzewiną równi stanowią ściany Małej i Wielkiej Krywańskiej Strażnicy,
- Niedźwiedzia Rówień (ok. 1350–1400 m), porośnięta przez las, znajdująca się poniżej kolejnego progu (o wysokości sięgającej 130 m), którym spada Pośrednia Niewcyrska Siklawa (Kmeťov vodopád lub Nižný nefcerský vodopád), wciśnięta między wygładzone płyty a przewieszone ściany skalne; część równi zajmowała niegdyś Niewcyrska Polanka; od północy i zachodu ograniczenie tego stopnia doliny stanowi wał moreny bocznej.

Poniżej Niedźwiedziej Równi Niewcyrka opada do Doliny Koprowej wysokim (ok. 160 m) progiem, rozciętym przez głęboki wąwóz Niewcyrskiego Potoku, tworzącego tu najwyższą z Niewcyrskich Siklaw – Niżnią Niewcyrską Siklawę (Nižný nefcerský vodopád lub Kmeťov vodopád).
Niewcyrka od dawna znajduje się w ścisłym rezerwacie Tatrzańskiego Parku Narodowego, nie prowadzi przez nią żaden szlak turystyczny i obowiązuje zakaz wstępu. Jej lasy i piętro kosodrzewiny rozwinięte są bardzo dobrze. Jeśli chodzi o większe zwierzęta, Władysław Cywiński na podstawie dłuższych obserwacji stwierdził, że nigdy nie zauważył tu kozic i niedźwiedzi ani ich odchodów i raz tylko słyszał świstaka.

## Dzieje poznania
Pierwszym znanym z nazwiska turystą, o którym z dużą dozą prawdopodobieństwa możemy powiedzieć, że odwiedził Dolinę Niewcyrki, był Bogusz Zygmunt Stęczyński. Na podstawie analizy jego poematu „Tatry” (pieśń XIII) możemy wnioskować, że podczas swych wędrówek po Tatrach w roku 1845 albo 1851 (z przewodnikiem Józefem Bigosem z Bukowiny) przeszedł on z Doliny Suchej Ważeckiej przez Furkotną Przełęcz do Niewcyrki i stamtąd zszedł do Doliny Koprowej, zwracając uwagę m.in. na zamarznięty wówczas Wyżni Staw Teriański i trójstopniowe Niewcyrskie Siklawy.
Pierwszym turystą, o którym możemy na pewno powiedzieć, że był w dolinie, był Eugeniusz Janota z towarzyszami i przewodnikiem Maciejem Sieczką 9 września 1867 r. W zimie pierwsi byli tu Józef Lesiecki i Józef Oppenheim 14 kwietnia 1914 r.
Pierwszy poetycki opis doliny dał Maciej Bogusz Stęczyński w XIII pieśni swego poematu opisowego pt. „Tatry”. Kazimierz Wierzyński poświęcił tej dolinie swój wiersz pt. „Niefcyrka”.
Nazwy równiom w dolinie oraz Teriańskim Okom nadał Władysław Cywiński, który sporządził najbardziej dokładny z przewodnikowych opisów Niewcyrki.